# اسميك غريغوريان
أسميك غريغوريان (ولدت يوم 12 ماي 1981 في مدينة فيلنيوس) وهي مغنية سوبرانو أوبرالية ليتوانية.

## الحياة و الوظيفة
تخرجت اسميك غريغوريان سنة 1999من المدرسة الوطنية للفنون في فيلنيوس. درست الموسيقى في الأكاديمية الليتوانية للموسيقى والمسرح وتخرجت منها بدرجة الماجستير عام 2006. وقد ظهرت اسميك غريغوريان لأول مرة في الأوبرالية في كريستيانساند (النرويج) عام 2004 في دور دونا آنا من إخراج جوناثان ميلر ، وكان اول ظهور لها في ليتوانيا سنة 2005 في دور فيوليتا من إخراج جوناثان ميلر أيضًا، وفي عام 2006 أصبحت أحد الأعضاء المؤسسين لأوبرا مدينة فيلنيوس . قام غريغوريان لاحقًا بالاداء في أوبرا لاتفيا الوطنية (سنة 2005 تحت إشراف أندريس جايجرز) ومسرح ماريانسكي ، وأداء إيل تريتيكو ، أوتيلو ، ماداما باترفلاي ، المقامر ، وروسالكا . حصلت أيضًا على أعلى جائزة مسرحية ليتوانية، وهي جائزة صليب المسرح الذهبي [ لتر ]، في عامي 2005 و2010  